# Pęcławice
Pęcławice – wieś w Polsce położona w województwie łódzkim, w powiecie łęczyckim, w gminie Piątek.
Prywatna wieś szlachecka położona była w drugiej połowie XVI wieku w powiecie orłowskim województwa łęczyckiego. W latach 1975–1998 miejscowość administracyjnie należała do województwa płockiego.

## Zabytki
Według rejestru zabytków Narodowego Instytutu Dziedzictwa na listę zabytków wpisany jest obiekt:
- kościół filialny pw. MB Łaskawej, drewniany, poł. XVIII w., nr rej.: 486 z 1.08.1967